# Nationalsozialistische Deutsche Arbeiterpartei (Freie Stadt Danzig)

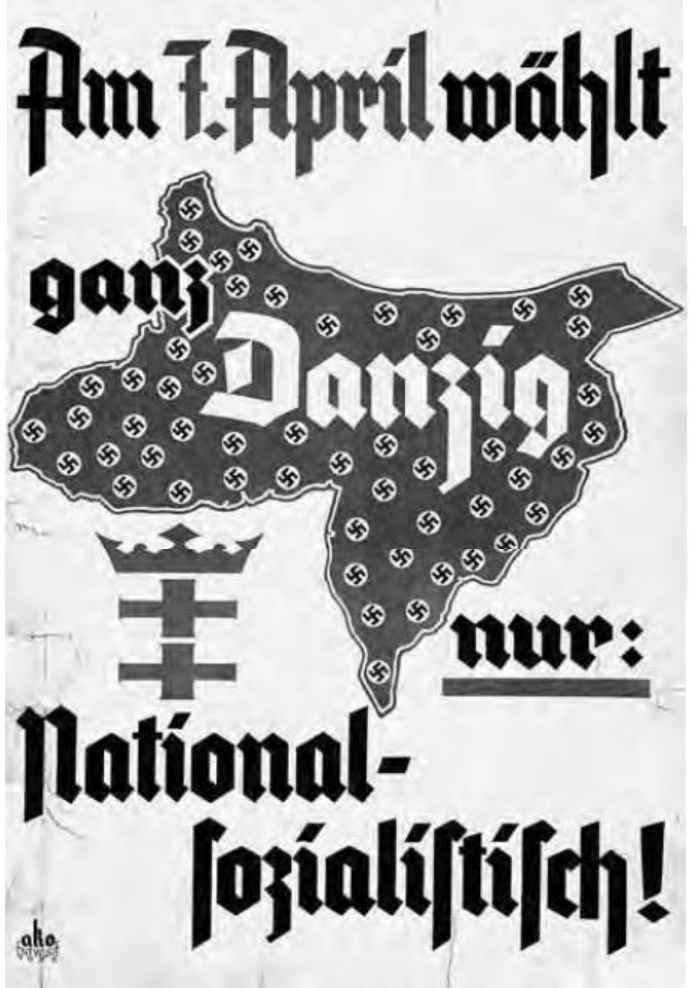
Wahlplakat der NSDAP zur Volkstagswahl 1935

Die Nationalsozialistische Deutsche Arbeiterpartei (NSDAP) Danzig war der Landesverband der NSDAP in der Freien Stadt Danzig.

## Geschichte

### Zwanziger Jahre
Nach dem Ersten Weltkrieg war Danzig gegen den mehrheitlichen Willen der Bevölkerung vom Deutschen Reich abgespalten worden und stand als „Freie Stadt“ unter einem Mandat des Völkerbundes.
Die NSDAP spielte in den 1920er Jahren in Danzig keine nennenswerte Rolle. Sie hatte nur wenige Mitglieder. Organisatorisch war die NSDAP in Gaue eingeteilt.
1925 trat Hans Albert Hohnfeldt, der bei der Volkstagswahl in Danzig 1923 für die Deutschsoziale Partei in den Volkstag gewählt worden war, in die NSDAP ein und gründete die Ortsgruppe Danzig. Am 11. März 1926 wurde er zum Gauleiter des Gaues Danzig ernannt. Sein Stellvertreter war Wilhelm von Wnuck. Hohnfeldt war auch SA-Führer in Danzig. In dieser Funktion war Walter Maass sein Stellvertreter.
Bei der Volkstagswahl in Danzig 1927 trat die NSDAP erstmals zu einer Wahl zum Volkstag an. Die Vereinigten Listen der Nationalsozialistischen Deutschen Arbeiterpartei (Hitler) und der Reichspartei für Volksrecht und Aufwertung erhielten 1.483 Stimmen (0,81 %) und ein Mandat (Hohnfeldt).
Organisatorisch war die NSDAP in Danzig schwach aufgestellt. 1928 bestanden lediglich zwei Ortsgruppen. Am 20. Juni 1928 legte Hohnfeldt aus Krankheitsgründen seine Gauleiterposition nieder und trat auch als Gau-SS-Führer zurück. Maass übernahm daraufhin kommissarisch die Aufgabe des Gauleiters, regte jedoch bei der Reichsleitung an, Danzig künftig als Teil des Gaus Ostpreußen zu führen. Die Reichsleitung folgte dem Vorschlag und beauftragte den Ostpreußischen Gauleiter Erich Koch mit der Reorganisation der NSDAP in Danzig. Maass wurde stellvertretender Gauleiter.
Faktisch hatte diese Entscheidung keine große Bedeutung. Koch war selten in Danzig, organisatorische Änderungen waren gering. Bis September 1929 verharrte die Mitgliederzahl in Danzig bei etwa 220, erst nach den Wahlerfolgen der NSDAP bei Landtagswahlen stieg sie auf etwa 350 Ende 1929 an.

### Innerparteiliche Auseinandersetzungen und Anwachsen
Ab April 1930 kam es zu innerparteilichen Konflikten, die in einer Abspaltung Danzigs vom Gau Ostpreußen endeten. Ohne Beteiligung von Koch berief Maass Bruno Fricke als hauptamtlichen Gaugeschäftsführer. Fricke gab ab dem 1. April 1930 ein „Nachrichtenblatt Gau Danzig“ heraus, das monatlich verteilt werden sollte. Gleichzeitig nahm er eine Neuorganisation der Führungsspitze der Danziger NSDAP vor. Koch lehnte diese Änderungen ab, stieß aber in Danzig auf Widerspruch. Maass beantragte bei der Reichsleitung die Ausgliederung des Gaus Danzig aus dem Gau Ostpreußen und die Ernennung von Fricke zum Gauleiter. Die NSDAP Danzigs war zwischenzeitlich auf 800 Mitglieder angewachsen. Gregor Strasser, dem als Reichsorganisationsleiter der NSDAP die Entscheidung oblag, lehnte den Danziger Vorstoß im Juni 1930 ab und bestätigte Koch als Gauleiter auch für Danzig. Fricke legte zum 1. Juli 1930 die Gaugeschäftsführung nieder und blieb SA-Führer in Danzig. Da er dennoch weiter als Gaugeschäftsführer agierte, entließ ihn Koch zum 15. Juli und setzte ein Parteiordnungsverfahren gegen Fricke vor dem Gau-Parteigericht der NSDAP in Gang. Fricke wurde aller Parteifunktionen enthoben und aus der Partei ausgeschlossen, die Mehrheit der Danziger Nationalsozialisten stand jedoch hinter ihm. Eine Mitgliederversammlung in Danzig wählte eine neue Gauleitung eines Gaus Danzig, bestehend aus Anhängern Frickes. Ende September 1930 wies Hitler an, einen Gau Danzig zu schaffen. Als Gauleiter wurde Arthur Greiser ernannt, die Führung des Gaus wurde überwiegend aus Anhängern Frickes gebildet. Fricke selbst wanderte nach Paraguay aus und leitete dort und später in Buenos Aires die örtlichen Gruppen der Schwarzen Front. Mitte Oktober 1930 wurde Albert Forster Danziger Gauleiter. Damit war die Befriedung der innerparteilichen Situation abgeschlossen.
Trotz dieser innerparteilichen Querelen konnte die NSDAP bei der Volkstagswahl in Danzig 1930 am 16. November einen deutlichen Gewinn erzielen. Nun stimmten 32.457 Danziger für die Partei, was 16,40 % entsprach. Im Volkstag war die NSDAP nun mit 12 Abgeordneten vertreten und dort auch noch Zünglein an der Waage. Deutschnationale, Zentrum und Liberale bildeten den neuen Senat Ziehm, der von den Nationalsozialisten toleriert wurde. Im Herbst 1931 wurde in der NSDAP ein Sturz des Senates Ziehm diskutiert, Adolf Hitler entschied sich jedoch dagegen. Ende 1932 änderte Hitler seine Meinung und man wartete auf einen Anlass. Mit der Ernennung Hitlers zum Reichskanzler im Januar 1933 sah die NSDAP die Zeit gekommen. Sie entzog dem Senat Ziehm das Vertrauen und bot an, in einen gemeinsamen Senat mit den bürgerlichen Parteien einzutreten, wenn Hermann Rauschning Senatspräsident würde und die NSDAP den Innensenator stellen würde. Die bürgerlichen Parteien lehnten dies ab und der Senat trat geschlossen zurück. Er blieb noch bis zum 20. Juni 1933 geschäftsführend im Amt.

### Mehrheitspartei
Die Volkstagswahl in Danzig 1933 stand unter dem Einfluss der nationalsozialistischen Machtergreifung im Reich.
Der Wahlkampf der NSDAP wurde mit viel Brutalität geführt. Viele Wahlveranstaltungen der Kommunisten und der demokratischen Parteien wurden gesprengt, eine Vielzahl von Gewalttaten der SA im Wahlkampf verübt.
Die Danziger Neusten Nachrichten, die bisher der DNVP nahegestanden hatten, berichteten nun im Sinne der Nationalsozialisten. Auch hatte die NSDAP nach der Regierungsübernahme im Reich einen massiven Mitgliederzuwachs erfahren.
Die Wahl endete mit einem deutlichen Sieg der Nationalsozialisten. 107.331 Stimmen (50,12 %) bedeuteten 38 Mandate im Parlament und damit eine absolute Mehrheit. Hermann Rauschning (NSDAP) wurde neuer Senatspräsident. Der Senat Rauschning bestand ausschließlich aus NSDAP-Mitgliedern. Nach dem Vorbild des Reiches wurde ein Ermächtigungsgesetz beschlossen und eine Reihe von Gesetzen zur Gleichschaltung erlassen, die im Widerspruch zur Danziger Verfassung standen. Die Oppositionsfraktionen wandten sich mit diesbezüglichen Beschwerden an den Völkerbund (dieser war die Garantiemacht für die Freie Stadt Danzig). Allerdings ergriff der Völkerbund keine Maßnahmen. Die Machtergreifung war auch in Danzig erfolgt.
Die vorgezogene Volkstagswahl in Danzig 1935 stand unter dem Eindruck nationalsozialistischen Terrors und massiver Wahlfälschung und war daher keine freie Wahl mehr.

### Eingliederung
Mit Beginn des Zweiten Weltkriegs wurde Danzig wieder dem Deutschen Reich angegliedert. Entsprechend erfolgte auch die Auflösung der NSDAP-Organisation in Danzig und Eingliederung in den NS-Gau Danzig-Westpreußen unter Gauleiter Albert Forster.